# Coca-Cola Bottlers Japan Holdings
Coca-Cola Bottlers Japan est le principal embouteilleur japonais de produits de la Coca-Cola Company né en 2017 de la fusion des deux plus importants embouteilleurs du pays.

## Historique
En 1956, la Tokyo Coca-Cola Bottling Company est fondée.
En 1960, la société Nichibei Inryo est fondée dans le nord de la région de Kyūshū à Fukuoka. En mars 1963, la Nichibei Inryo se rebaptise Nichibei Coca-Cola Bottling.
En juillet 1973, un nouveau changement de nom est effectué pour Kita Kyushu Coca-Cola Bottling.
En novembre 1996, l'action est cotée à la Bourse de Tokyo, sur le second marché puis en juin 1998 sur le premier marché.
En février 1999, une filiale de Coca-Cola West est créée pour la vente, la Kitakyushu Coca-Cola Sales Co. En juillet 1999, la Kita Kyushu fusionne avec trois entreprises, dont la Sanyo Coca-Cola Bottling et prend le nom de Coca-Cola West Japan Co. La filiale Sanyo Coca-Cola Sales Co est intégrée à la société
En avril 2001, Coca-Cola West achète Mikasa Coca-Cola Bottling Co. 
En avril 2002, les filiales de ventes sont réorganisées, Coca-Cola West Japan Products Co fusionne avec Sanyo Coca-Cola Sales Co et Kitakyushu Coca-Cola Sales Co. 
En juillet 2006, un échange d'actions permet d'acheter la Kinki Coca-Cola Bottling Co et sa filiale Kansai Beverage Service Co. 
En 2007, la Coca-Cola Company achète 34 % du japonais Tokyo Coca-Cola Bottling Company[source insuffisante]. En avril 2007, Coca-Cola est investi dans la Minami Kyushu Coca-Cola Bottling Co. 
En janvier 2009, Coca-Cola West Japan fusionne avec la Kinki Coca-Cola Bottling et la Mikasa Coca-Cola Bottling et prend le nom de Coca-Cola West Company. 
Le 30 août 2010, Coca-Cola West achète l'entreprise de jus de fruit Q'sai (ja) pour 421 millions d'USD à la Daiwa Corporate Investment.
En 2011, la Coca-Cola Company augmente sa participation dans le japonais Coca-Cola Central Japan Company[source insuffisante].
En 2012, Coca-Cola Company investit dans Mikuni Coca-Cola Bottling Co., un embouteilleur japonais partenaire qui a ensuite fusionné avec les trois sociétés japonaises dans Coca-Cola East Japan Bottling Company[source insuffisante]. 
En 2013, quatre embouteilleurs japonais ont fusionné pour former la Coca-Cola East Japan Bottling Company[source insuffisante] dont la Tokyo Coca-Cola Bottling Company[réf. souhaitée]. De son côté, la Coca-Cola West achète Mikuni[réf. souhaitée].
En 2015, Coca-Cola West achète la Shikoku Coca-Cola Bottling[réf. souhaitée]. De son côté, Coca-Cola East achète la Sendai Coca-Cola Bottling Co qui dessert les zones de  Kantō, du Tōkai et le sud du Tōhoku[réf. souhaitée].
Le 24 février 2017, la Coca-Cola West Company et la Coca-Cola East Japan annoncent leur fusion sous le nom de Coca-Cola Bottlers Japan. À la suite de cette fusion, l’actionnariat est le suivant : Ricoh Company (8,35 %), European Refreshments (7,56 %) et Coca-Cola Japan (6,12 % ). Les entreprises European Refreshments et Coca-Cola Japan sont deux filiales à part entière de la Coca-Cola Company, la première un fonds d'investissements aussi nommé Coca-Cola Ireland, la seconde le franchiseur japonais. Les 5 autres embouteilleurs japonais restant sont indépendants et nommés Okinawa Coca-Cola Bottling Company, Hokuriku Coca-Cola Bottling Company, Michinoku Coca-Cola Bottling Company et Hokkaido Coca-Cola Bottling Company.
En 2019, la participation de Coca-Cola Japan est de 15,6 %  et celle de Coca-Cola Holdings West (Ricoh) est de 2,3 %[source insuffisante].